# Cryptocheilus fabricii
Cryptocheilus fabricii ist ein Hautflügler aus der Familie der Wegwespen (Pompilidae).

## Merkmale
Die Tiere erreichen eine Körperlänge von 8 bis 14 Millimetern (Weibchen) bzw. 7 bis 10 Millimetern (Männchen). Das Propodeum und die Beine sind rotbraun gefärbt, die Tergite des Hinterleibs sind seitlich weiß gefleckt. Die ähnliche Cryptocheilus notatus unterscheidet sich durch ihr schwarz gefärbtes Propodeum und ein rotes erstes Tergit.

## Vorkommen
Die Art kommt in Süd- und Mitteleuropa, östlich bis nach Japan vor. Sie besiedelt trockene, temperaturbegünstigte und offene Lebensräume mit Sand- oder Kiesböden mit schwacher Vegetation. Die Tiere fliegen in einer Generation von Ende Juni bis Ende August. Die Art ist in Mitteleuropa sehr selten.

## Lebensweise
Weibchen von Cryptocheilus fabricii legen ihre Nester im Erdboden an, wobei jedoch bestehende Hohlräume verwendet und angepasst werden. Die Brut wird mit Krabben- Wolfs- und Plattbauchspinnen versorgt. Die Imagines sind meist auf Doldenblütlern anzutreffen. 